# ヘリジロサラグモ
ヘリジロサラグモ Neriene oidedicata はクモ目サラグモ科に属するクモの一つである。大きめのサラグモ類の中ではごく普通種で市街地でも見られる。種小名は大井良次にちなむ。

## 特徴
体長は雌雄とも3.8-4.5cm。体色は、雌では頭胸部は卵形で橙褐色、腹部は楕円形で背面中央には三対ほどの黒斑が八の字のような形で並び、周辺に黒い輪郭の外側に白い斑紋が並ぶ。縁白皿蜘蛛の名はこの白斑による。中央の黒い斑紋は個体差があり、はっきりしない場合もあるが、周辺の白斑ははっきりしている。この白斑の外側は黒くなっており、そのためワキグロサラグモという異名もある。 歩脚は黄褐色。雄は全体にほぼ黒色で、シロブチサラグモの雄に似ている。

## 生態
山地から都市部まで広く見られる普通種で、公園や庭園、水田周辺や河原、雑木林から森林の林縁部まで見られる。草の間の高くないところ、せいぜい20cm程度の高さのところ、落ち葉の間、倒木や石の下など地表に近いところにシート状の網を張る。網の直径は8-15cm程度。
皿蜘蛛の名はこの類が中央がくぼんだシートをはることにより、その窪みが上か下かで伏せ皿・受け皿と言うが、この種では窪みがほとんどないのでシート網という。糸には粘性がなく、クモはその裏面に定位し、シートに虫が落ちると素早く近寄って下から噛みついて捕らえる。成体は5-7月に見られる。

## 分布
日本では北海道から琉球列島まで広く見られ、国外ではロシア極東地域、中国、韓国から知られる。